# Тигрејци
Тигрејци (тигриња: ተጋሩ) су етничка група семитског порекла која претежно настањује Етиопију и Еритреју. У тим државама, углавном настањују Еритрејску висораван као и регион Тиграј на северу Етиопије. Сродни су Тигрима и народу Амхара. У Еритреји чине око 55% становништва, а у Етиопији око 5% (највише у региону Тиграј где чине око 85% становништва). У верском погледу већином су припадници етиопске и еритрејске оријентално-православне цркве, а у мањој мери су и муслимани, јудаисти, као и протестанти и католици. Говоре тигриња језиком као и суседни Тигри који живе у западним и северним деловима Еритреје, а припада семитској групи афроазијске породице језика и њиме се служи око 1,3 милиона људи. Око 110.000 Тигрејаца живи у дијаспори, нарочито у северној Европи (36.500), Уједињеном Краљевству (12.400), Канади (3.800) и Немачкој (33.000).
Тигрејци се традиционално баве пољопривредом, и то нарочито узгојем пшенице, ража, проса, кукуруза и других биљака које успевају на подручју на којем живе. Просо и раж успева у Етиопији, а пшеница и кукуруз у Еритреји. Такође се баве сточарством (овце и козе) као и узгојем пчела.

## Демографија
Тигрејци укупно чине 5% популације Етиопије и углавном живе на њеном северу и живе у селима. Већином су припадници Етиопске оријентално-православне цркве (96%) а мањину представљају муслимани, католици и протестанти. Католицизам и протестантизам је стигао међу Тигрејцима у 19. веку. Њихови сродници, народ Тигре, за разлику од Тигрејаца углавном припадају исламској вери. У Етиопији живе у градовима Адиграт, Мекеле, Адва, Аксум и Шире, а у Еритреји у Асмари и Керену. Остатак живи у већим градовима Етиопије као што су Адис Абеба и Гондар као и у дијаспори у САД.